# 125 років Національному технічному університету «Харківський політехнічний інститут» (срібна монета)
«125 ро́ків Націона́льному техні́чному університе́ту „Ха́рківський політехні́чний інститу́т“» — срібна ювілейна монета номіналом 5 гривень, випущена Національним банком України, присвячена одному з найавторитетніших технічних університетів, у якому створювалися й розвивалися відомі наукові школи з механіки, фізики, матеріалознавства, авіації, ядерної фізики, танкобудування, тракторобудування, турбоагрегатів тощо, — Національному технічному університету «Харківський політехнічний інститут».
Монету введено в обіг 30 серпня 2010 року. Вона належить до серії «Вищі навчальні заклади України».

## Опис монети та характеристики
| Номінал грн. | Метал            | Маса, г       | Діаметр, мм | Якість виготовлення | Гурт                           | Тираж, штук |
| ------------ | ---------------- | ------------- | ----------- | ------------------- | ------------------------------ | ----------- |
| 5            | срібло 925 проби | 15,55 / 16,81 | 33,0        | пруф                | гладкий із заглибленим написом | 5 000       |

### Аверс
На аверсі монети розміщено малий Державний Герб України (угорі), напис півколом «НАЦІОНАЛЬНИЙ БАНК УКРАЇНИ», один з рельєфів головного корпусу (праворуч), на якому зображені символи науки, на тлі якого номінал: «5/ГРИВЕНЬ»; зображено гордість дослідницької бази університету — радіотелескоп (ліворуч), символ знань — книгу, під якою рік карбування монети — «2010».

### Реверс
На реверсі монети зображено будівлі університету, на тлі однієї з яких портрет В. Л. Кирпичова — засновника і першого директора Харківського політехнічного інституту та розміщено написи: «125 років» (унизу) і «НАЦІОНАЛЬНИЙ ТЕХНІЧНИЙ УНІВЕРСИТЕТ „ХАРКІВСЬКИЙ ПОЛІТЕХНІЧНИЙ ІНСТИТУТ“» (по колу).

## Автори

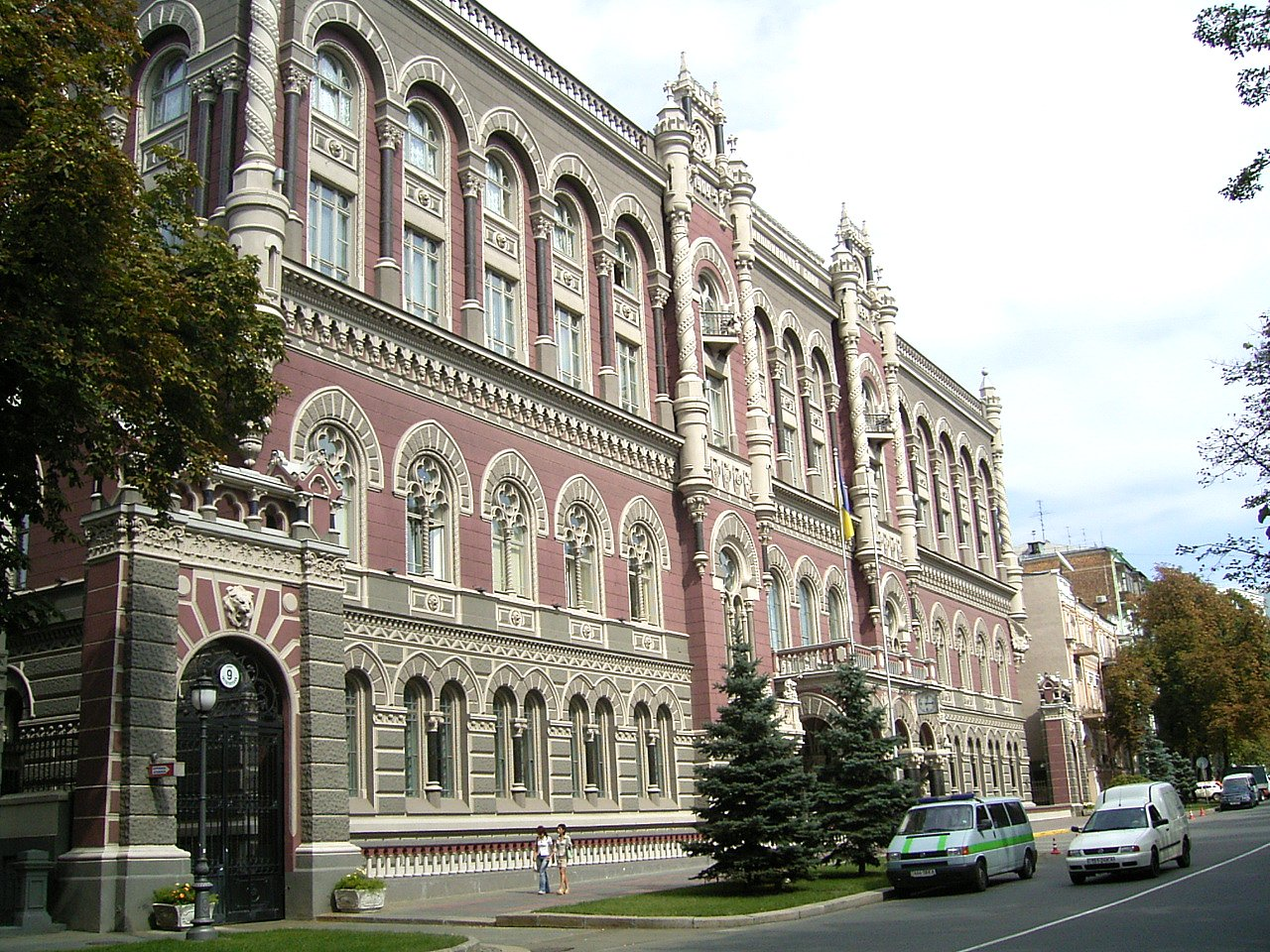
Будівля Національного банку України

Художник та скульптор — Володимир Атаманчук.

## Вартість монети
Ціна монети — 359 гривень, була вказана на сайті Національного банку України в 2015 році.
Фактична приблизна вартість монети з роками змінювалася так:
| Рік        | 2011 | 2012 | 2013 | 2014 | 2015 | 2016 | 2017 | 2018 | 2019 | 2020 | 2021 | 2022 | 2023  | 2024  | 2025  |
| ---------- | ---- | ---- | ---- | ---- | ---- | ---- | ---- | ---- | ---- | ---- | ---- | ---- | ----- | ----- | ----- |
| Ціна, грн. | 330  | 370  | 350  | 320  | 350  | 450  | 600  | 570  | 490  | 430  | 600  | 680  | 1 000 | 1 350 | 1 450 |